# Cipar na Dječjoj pjesmi Eurovizije
Cipar sudjeluje na Dječjoj pjesmi Eurovizije od njezina početka, godine 2003.

## Predstavnici
- 2003.: Theodor Rafti | Mia Efthi (moja želja) | 14. mjesto (16 bodova)
- 2004.: Mario Tofis | Onira (snovi) | 8. mjesto (61 bod)
- 2005.: Rena Kiriakidi | Tsirko (cirkus) | diskvalificirana zbog prevelike sličnosti s nekom drugom pjesmom
- 2006.: Louis Panagiotou & Christina Christofi | Agoria Koristia (dječaci, djevojčice) | 8. mjesto (58 bodova)
- 2007.: Yiorgos Ioanides | I mousiki dinei ftera | 14.mjesto (29 bodova)
- 2008.: Elena & Charis | Γιούπι για (jupi ja) | 10. mjesto (46 bodova)
- 2009.: Rafaella Kosta | Thalassa, Helios, Aeras, Fotia | 11.mjesto (32 bodova)
- 2014.: Sofia Patsalides | I pio omerfi mera | 9.mjesto (69 bodova)
- 2016.: George Michaelides | Dance Floor | 16.mjesto (27 bodova)
- 2017.: Nicole Nicolaou | I Wanna Be a Star | 16.mjesto (45 bodova)